# Laîche humble
Carex humilis
Espèce
La Laîche humble (Carex humilis), également connue sous les noms de Laîche basse ou Laîche naine, est une espèce de laîche que l'on trouve en Europe de l'Ouest.